# Kjell Westö
Œuvres principales
- Les Sept Livres de Helsingfors
- Un mirage finlandais

Kjell Westö, né le 6 août 1961 à Helsinki, est un écrivain et journaliste finlandais de langue suédoise.

## Biographie
Kjell Westö, écrivain finlandais de langue suédoise, est né en 1961 à Helsinki où il vit toujours. Journaliste de profession, il publie son premier livre en 1986, avant de consacrer à sa ville natale cinq romans, tous encensés par la critique. Plusieurs d’entre eux ont été traduits en français, notamment Le Malheur d’être un Skrake et Les Sept Livres de Helsingfors. Kjell Westö est aujourd’hui considéré comme l’un des auteurs les plus importants des pays nordiques. Un mirage finlandais (Hägring 1938) reçoit le Grand prix de littérature du Conseil nordique 2014, qui récompense le meilleur roman publié dans l’ensemble des pays nordiques, et est traduit en quinze langues.

## Œuvres
- (sv) Tango orange, 1986[1].
- (sv) Epitaf över Mr. Nacht, 1988[1].
- (sv) Avig-Bön, 1989Sous le nom de Anders Hed.[1].
- (sv) Utslag och andra noveller, 1989
- (sv) Fallet Bruus, 1992
- (sv) Drakarna över Helsingfors, 1996
- (sv) Metropol, 1998Écrit avec Kristoffer Albrecht.
- Le Malheur d'être un Skrake, Gaïa, 2003 ((sv) Vådan av att vara Skrake, 2000)
- (sv) Lang, 2002
- (sv) Lugna favoriter, 2004
- Les Sept Livres de Helsingfors, Gaïa, 2008 ((sv) Där vi en gång gått, 2006)
- (sv) Gå inte ensam ut i natten, 2009
- (sv) Sprickor, 2011
- Un mirage finlandais, Autrement, 2016 ((sv) Hägring 1938, 2013)
- Nos souvenirs sont des fragments de rêves, Autrement, 2018 ((sv) Den svavelgula himlen, 2017)

## Prix et reconnaissance
- Les Sept Livres de Helsingfors : 
  - prix Finlandia 2006
- Un mirage finlandais : 
  - Grand prix de littérature du Conseil nordique
  - Grand prix des Neuf[2]
  - Prix du meilleur roman de la Radio suédoise
  - Prix de la Société de littérature suédoise en Finlande 
  - Prix Culturel de la ville d’Helsinki